# Američka reformirana Crkva
Američka reformirana Crkva (engleski: Reformed Church in America) je manja kalvinistička vjerska zajednica koja okuplja protestanstke vjernike u Sjedinjenim Američkim Državama i Kanadi. Osnovana je 1628. izdvajanjem skupine vjernika iz Nizozemske reformirane Crkve kao jedna od Američkih institucijskih Crkava. Od 1819. nosila je ime Reformirana protestantska nizozemska Crkva, koje je 1867. promijenjeno u današnji oblik. Krilatica Crkve je slijedeći Krista u zadaći (misiji).
Okuplja oko 220.000 vjernika na području Sjeverne Amerike. Članica je brojnih udruženja protestantskih, kalvinističkih i prezbiterijanskih crkava. Zalaže se za postizanje ekumenizma među svim protestantskim crkvama, kojih samo u SAD-u ima preko 20 odjeljaka. Prezbiteri imaju značajnu ulogu u radu ove vjerske zajednice.

## Poznati članovi
- Edward Wilmot Blyden, liberijski pisac, diplomat, političar, promicatelj panafrikanizma
- Geronimo, indijanski poglavica Apaša
- A. J. Muste, nizozemsko-američki pisac, nastavnik i mirotvorac
- Theodore Roosevelt, američki predsjednik
- Philip Schuyler, jedan od vođa Američkoga rata za neovisnost
- Martin Van Buren, američki predsjednik nizozemskoga podrijetla
- Donald Trump, američki poduzetnik, pisac, političar i predsjednik

## Vanjske poveznice
- Službene stranice (engl.)